# Kilisimasi Toetu
Kilisimasi Toetu (* 26. Dezember 1981) ist ein Fußballtorhüter aus Samoa.

## Karriere

### Im Verein
Toetu spielte bis Sommer 2010 für Maagao SC und wechselte anschließend zum Kiwi SC. Mit den Kiwis wurde er 2011 und 2012 Meister in der Samoa National League.  Am 19. Oktober 2013 qualifizierte er sich nach drei Siegen mit seinem Verein, in der OCL Preliminary Round erstmals für die OFC Champions League.

### International
Toetu spielt für die Samoanische Fußballnationalmannschaft und absolvierte im Rahmen der Qualifikation zur Weltmeisterschaft 2014 drei Länderspiele für sein Heimatland im Jahre 2011.